# Ninette de Valois
Ninette de Valois (rodným jménem Edris Stannusová; 6. června 1898 Blessington – 8. března 2001 Londýn) byla irsko-britská baletka a choreografka označovaná za zakladatelku britského baletu.
Od sedmi let žila v Anglii. Jejím učitelem tance byl především Enrico Cecchetti. Ve čtrnácti přijala umělecký pseudonym Ninette de Valois. Ve 21 letech se stala první sólistkou souboru Beecham Opera, který sídlil v Covent Garden. Od roku 1923 tančila v Ruském baletu Sergeje Ďagileva, nejslavnějším souboru své doby. V roce 1924, ve svých 26 letech, musela ukončit taneční kariéru, kvůli následkům obrny, kterou lékaři v dětství přehlédli. Roku 1931 založila The Royal Ballet při Covent Garden (tento název smí užívat díky svolení královny od roku 1956, původní název souboru zněl Vic-Wells Ballet Company). Pro soubor najala choreografa Fredericka Ashtona a režiséra Nikolaje Sergejeva, ale vytvářela i choreografie vlastní - Job, The Rake’s Progress nebo Checkmate. Objevila tanečnici Margot Fonteynovou. Stála v čele souboru do roku 1963. Poté založila The Royal Ballet School, již vedla do roku 1970. Již předtím založila i Abbey Theatre School of Ballet v irském Dublinu a baletní školu v Turecku.
Roku 1957 byla uvedena do šlechtického stavu (titul Dame), v roce 1992 získala Order of Merit. Dožila se 103 let.